# Вайсенборн, Гюнтер
Гюнтер Вайсенборн (нем. Günther Albert Friedrich Weißenborn; 2 июня 1911 года, Кобург — 25 февраля 2001 года, Детмольд) — немецкий пианист и дирижёр.

## Биография
Изучал в Берлинской высшей школе музыки фортепиано, орган и дирижирование, в том числе под руководством Пауля Хиндемита. В 1934—1937 годы — органист и руководитель хора в Берлине. В 1937—1942 годы — репетитор и дирижёр в оперном театре Галле; в 1942—1944 гг. занимал пост главного дирижёра в немецком оперном театре, учреждённом в оккупированном Лилле. С 1944 г. — дирижёр в Ганновере, затем — в Гамбургской опере.
В 1950 г. Вайсенборн был приглашён в Гёттинген как руководитель оркестра в городском театре. В том же году Гёттингенский театр, преимущественно работавший с драматическими спектаклями, принял решение отказаться от своего оркестра, однако Вайсенборн сумел сохранить коллектив как самостоятельный Гёттингенский симфонический оркестр. Должность руководителя оркестра Вайсенборн оставил в 1957 году, однако с Гёттингеном был связан и в дальнейшем как руководитель Гёттингенского генделевского фестиваля (1960—1980).
Как пианист Вайсенборн приобрёл известность концертмейстерской работой с выдающимися немецкими вокалистами — в частности, Дитрихом Фишер-Дискау, Германом Преем, Аннелизе Ротенбергер и Эрикой Кёт.
В 1960—1976 гг. профессор камерного ансамбля и аккомпанирования в Детмольдской высшей школе музыки.

### Семья
Жена — Ирмгард Барт (нем. Irmgard Barth), певица.
Жена (во втором браке) — Эльске Грицка (нем. Elske Grytzka); дети:
- Барбара (род. 1948),
- Гюнтер Вильгельм (род. 1951).

Жена (в третьем браке с 1995) — Мисао Кавасаки, пианистка.

## Награды
- офицерский крест ордена «За заслуги перед Федеративной Республикой Германия» (1976).